# Juliusz Zulauf

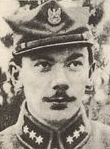
Jako kapitan Legionów

Juliusz Zulauf (ur. 20 sierpnia 1891 we Lwowie, zm. 21 maja 1943 w Murnau am Staffelsee) – generał brygady Wojska Polskiego, dwukrotny kawaler Orderu Virtuti Militari.

## Życiorys
Urodził się 20 sierpnia 1891 we Lwowie, w rodzinie Józefa i Marii z Małuszyńskich. W czerwcu 1910 złożył maturę w c. k. I Wyższej Szkole Realnej we Lwowie. W latach 1910–1913 studiował na Wydziale Inżynierii Wodnej Szkoły Politechnicznej we Lwowie. W latach 1913–1914 odbył obowiązkową służbę w cesarskiej i królewskiej armii, w charakterze jednorocznego ochotnika. W czasie studiów działał w Związku Walki Czynnej i Związku Strzeleckim.
W sierpniu 1914 w stopniu podporucznika wstąpił do Legionów Polskich, dowodził kompanią w 2 pułku piechoty. W lipcu jako porucznik dowodził kompanią w 5 pułku piechoty. 6 sierpnia 1916 w walkach pod Optową został ranny granatem w nogę i dostał się do niewoli rosyjskiej. Z niewoli udało mu się uciec jeszcze w tym samym roku. W 1917 roku pełnił służbę w 4 pułku piechoty. 15 września 1917 roku na własną prośbę został zwolniony ze służby w Polskim Korpusie Posiłkowym i wcielony do cesarskiej i królewskiej armii.
W odrodzonym Wojsku Polskim został najpierw wysłany do dywizji gen. Żeligowskiego na Kubań, a po powrocie do kraju walczył w obronie Lwowa (listopad 1918 – styczeń 1919), a od 11 maja 1919 dowodził 4 pułkiem piechoty Legionów. Poważnie ranny w sierpniu 1919. 25 listopada 1920 został przydzielony do baonu zapasowego 3 pułku piechoty Legionów w Radomiu na stanowisko dowódcy batalionu z jednoczesnym pełnieniem obowiązków dowódcy garnizonu Radom.
Od 23 marca 1921 dowodził 28 pułkiem Strzelców Kaniowskich, a od 28 września 1921 19 pułkiem piechoty we Lwowie. W marcu 1927 został mianowany dowódcą piechoty dywizyjnej 5 Dywizji Piechoty we Lwowie. 24 maja 1930 został mianowany dowódcą 2 Dywizji Piechoty Legionów w Kielcach. 10 grudnia 1931 prezydent RP, Ignacy Mościcki awansował go na generała brygady ze starszeństwem z dniem 1 stycznia 1932 i 2. lokatą w korpusie generałów oraz zezwolił na nałożenie odznak nowych stopni przed 1 stycznia 1932. 15 czerwca 1938 został uroczyście pożegnany przez oddziały kieleckiej dywizji, po czym objął dowództwo 5 Dywizji Piechoty we Lwowie.
W okresie II RP został osadnikiem wojskowym w powiecie łuckim. W maju 1939 został wybrany zastępcą prezesa Straży Mogił Polskich Bohaterów we Lwowie.
Podczas kampanii wrześniowej dowódca tejże dywizji i Grupy Operacyjnej swojego imienia. Od 14 września do 28 września w oblężonej stolicy dowodził odcinkiem obrony „Warszawa-Wschód” (Praga).
Po kapitulacji Warszawy w niewoli niemieckiej. Przebywał w oflagach VII A Murnau i X A/Z Itzehoe, gdzie był przez pewien czas komendantem ruchu oporu w oflagu. Zmarł w Oflagu VII A Murnau 21 maja 1943.

## Rodzina
Juliusz Zulauf był żonaty z Zofią ze Stesłowiczów (ur. 13 maja 1901, zm. 30 sierpnia 1942). Z tego związku miał dwoje dzieci: syna Mariana Adama i córkę Irenę. 13 czerwca 1940 rodzina generała została deportowana ze Lwowa do ZSRR (pod koniec 1941 jego żona, dwoje dzieci i teściowa przebywali w Semipałatyńsku. W 1942 z ZSRR do Pahlawi w Iranie ewakuowały się oddziały Armii Polskiej gen. Władysława Andersa oraz towarzysząca im ludność cywilna.
Zofia Zulauf zmarła na Morzu Kaspijskim w drodze z Krasnowodska do Iranu. W czasie transportu przez Morze Kaspijskie ciała zmarłych były chowane w morzu, lub na cmentarzu ormiańskim w Pahlawi, na którym wydzielono kwaterę polską.
Rodzeństwo pełniło służbę w Armii Polskiej na Wschodzie. W 1948 roku Irena zawarła związek małżeński z Marianem Ney-Bigo (1925–2000), uczestnikiem powstania warszawskiego, a następnie żołnierzem Brygady Świętokrzyskiej NSZ i 1 Dywizji Pancernej. Po zakończeniu służby w Polskim Korpusie Przysposobienia i Rozmieszczenia Irena Ney-Bigo razem z mężem wyemigrowała do Kanady, a w 1953 roku do Stanów Zjednoczonych.
Marian Adam Zulauf walczył w bitwie o Monte Cassino. 15 grudnia 1944 roku podchorąży Marian Adam Zulauf został mianowany przez prezydenta RP podporucznikiem. Pełnił wówczas służbę w 10 Wołyńskim Batalionie Strzelców.

## Awanse
- podporucznik – 1914
- porucznik – lipiec 1915

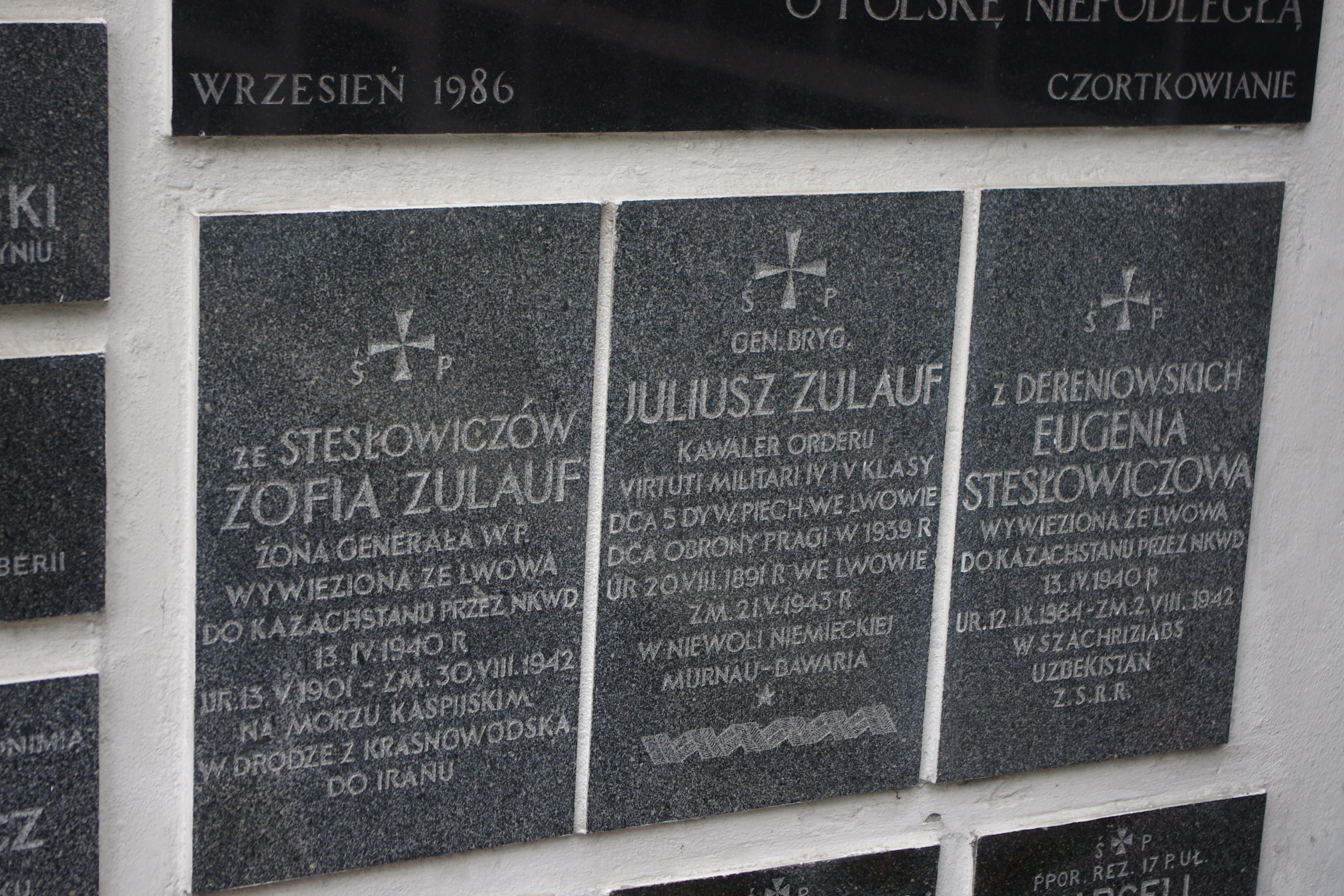
Tablica upamiętniająca gen. Juliusza Zulaufa oraz tablica upamiętniająca jego żonę Zofię na ścianie zewnętrznej kościoła św. Karola Boromeusza na warszawskich Powązkach będąca częścią Sanktuarium „Poległym i Pomordowanym na Wschodzie”

- kapitan (ranga) – 20 sierpnia 1915
- podpułkownik – wrzesień 1919
- pułkownik – lipiec 1923
- generał brygady – 1 stycznia 1932

## Ordery i odznaczenia
- Krzyż Złoty Orderu Virtuti Militari
- Krzyż Srebrny Orderu Wojskowego Virtuti Militari nr 5575 – 10 sierpnia 1922[19]
- Krzyż Komandorski Orderu Odrodzenia Polski
- Krzyż Niepodległości (20 stycznia 1931)[20]
- Krzyż Oficerski Orderu Odrodzenia Polski (10 listopada 1928)[21][22]
- Krzyż Walecznych (czterokrotnie)
- Złoty Krzyż Zasługi (16 marca 1928)[23]
- Honorowa Odznaka Korpusu Kadetów Nr 1 (1939)[24]